# Cryptops nahuelbuta
Cryptops nahuelbuta är en mångfotingart som beskrevs av Chamberlin 1955. Cryptops nahuelbuta ingår i släktet Cryptops och familjen Cryptopidae. Inga underarter finns listade i Catalogue of Life.